# Efthimios Kouloucheris
Efthimios Kouloucheris (Karditsa, Grecia, 10 de marzo de 1981) es un futbolista griego. Juega de defensa y su equipo actual es el Panionios GSS de la Super Liga de Grecia.

## Clubes
| Club               | País   | Año       |
| ------------------ | ------ | --------- |
| Proodeftiki F.C.   | Grecia | 1998-2003 |
| Olympiacos F.C.    | Grecia | 2003-2006 |
| Aris Salónica C.F. | Grecia | 2006-2011 |
| Panionios GSS      | Grecia | 2012-     |